# 水爆と深海の怪物
『水爆と深海の怪物』（すいばくとしんかいのかいぶつ、It Came from Beneath the Sea）は、1955年のアメリカ合衆国のSF・怪獣映画。コロンビア ピクチャーズ製作。

## ストーリー
アメリカの水爆実験が南太平洋の生態系を破壊したため、ミンダナオ海溝に棲む巨大なタコが餌を求めて這い出し、アメリカの原子力潜水艦の襲撃を皮切りに、船舶を襲い始める。大ダコはアメリカ海軍による爆雷攻撃を突破してアメリカ本土のサンフランシスコ沖に現れ、ゴールデン・ゲート・ブリッジを破壊して上陸。陸海から迎撃する米軍と戦う。

## キャスト
- マシューズ艦長：ケネス・トビー
- ジョイス博士：フェイス・ドマーグ
- カーター教授：ドナルド・カーティス

## スタッフ
- 監督：ロバート・ゴードン[1]
- 脚本：ジョージ・ワーシング・イエーツ、ハル・スミス
- 製作総指揮：サム・カッツマン[1]
- 製作：チャールズ・H・シニア[1]
- 撮影：ヘンリー・フリューリッヒ
- 特殊効果：レイ・ハリーハウゼン[1]
- 音楽：ミッシャ・バカライニコフ

## 解説
- 本作に登場するタコは元々巨大という設定だが、一部の書籍では水爆実験の放射能で巨大化したと誤記されている。
- タコのモデルは、時間と製作費を節約するため足が6本しかない。足に入っていたギミックは、『恐竜100万年』[1]と『恐竜グワンジ』の恐竜の尾部分に流用された。